# Henry Soumagne
Henry Soumagne (de son vrai nom Henri Wagener, né à Liège en 1891 et mort à Metz en 1951) est un dramaturge belge particulièrement actif en France durant l'entre-deux-guerres. Son théâtre est influencé par l'expressionnisme et les questions existentielles. Il connait la célébrité à la suite de l'écriture d'une de ses œuvres majeures, L'Autre Messie en 1923, qui sera mise en scène au Théâtre de l'Œuvre par Lugné-Poe.

## Éléments biographiques
En 1929, il épouse Georgette Ciselet.

## Œuvres
- Les Épaves (1919)
- L'Autre Messie (1923), Académie royale de langue et de littérature françaises, 1990, p. 255, monté par Lugné-Poe au Théâtre de l'Œuvre.
- Bas-Noyard (1924), farce en trois actes, montée par Jules Delacre au Théâtre du Marais.
- Les Danseurs de gigue (1926), pièce en neuf tableaux.
- Terminus (1928), monté par Gaston Baty.
- Madame Marie (1928).
- Pour ou contre : la gazette des palais, 1935-1936, Edgar Ley (ill.), Bruxelles, Éditions Larcier, 1937 281 p. (OCLC 901257102).
- L'Étrange Monsieur Courtois, Bruxelles, 1943.
- Chiennes d'enfer (1943). À propos de l'Affaire Vandersmissen.
- Le Seigneur de Bury, Éditions Larcier, 1946.